# 奥拉夫·斯塔普雷顿
威廉·奥拉夫·斯塔普雷顿（英語：William Olaf Stapledon，1886年5月10日—1950年9月6日）是英国哲学家、科幻小說作家，他的作品有《最后和最先的人》（1930）、《奇怪的约翰》（1936）、《造星者》（1937）和《天狼星》（1944）等。其作品影响了亚瑟·查理斯·克拉克、布莱恩·奥尔迪斯、约翰·梅纳德·史密斯、史坦尼斯劳·莱姆等许多科幻作家。
奥拉夫·斯塔普雷顿作品预告了超人类主义的到来。《造星者》中则包含了首次对戴森球的已知描述。《最后和最先的人》中则创造了一种及其类似遗传工程的东西。
斯塔普雷顿在利物浦大学担任英语文学、工业史及哲学讲师的职位。他还创作了一些非虚构作品及诗歌。一战曾在贵格会的救护队中服役。在他后来的生活中，他成为一名社会主义者和反种族隔离的活动家。

## 小說
- 最后和最先的人 (1930) (ISBN 1-85798-806-X)
- Last Men in London (1932) (ISBN 0-417-02750-8)
- 奇怪的约翰 (1935) (ISBN 0-413-32900-3)
- 造星者 (1937) (ISBN 0-8195-6692-6)
- Darkness and the Light (1942) (ISBN 0-88355-121-7)
- Old Man in New World (short story, 1944)
- 天狼星 (1944) (ISBN 0-575-07057-9)
- Death into Life (1946)
- The Flames: A Fantasy (1947)
- A Man Divided (1950) (ISBN 0-19-503087-7)
- Four Encounters (1976) (ISBN 0-905220-01-3)
- Nebula Maker (drafts of Star Maker, 1976) (ISBN 0-905220-06-4)

## 外部連結
- Olaf Stapledon Archive at the University of Liverpool SF Hub
- Olaf Stapledon Online Archive, featuring out-of-print fiction, nonfiction and poetry, together with near-complete bibliography （页面存档备份，存于）
- Works at Project Gutenberg Australia（页面存档备份，存于）